# Tiểu bộ Cá voi cổ
Tiểu bộ Cá voi cổ (danh pháp khoa học: Archaeoceti) là một nhóm cận ngành chứa các dạng cá voi cổ đã phát sinh ra các dạng cá voi hiện đại (Autoceta). Từng có thời người ta cho rằng cá voi cổ đã tiến hóa từ Mesonychia, dựa trên các đặc trưng bộ răng. Tuy nhiên, các nghiên cứu gần đây về di truyền học phân tử và hình thái học phi-răng chỉ ra rằng các dạng cá voi đầu tiên của phân bộ Archaeoceti rất có thể đã tiến hóa từ Artiodactyla (có lẽ từ họ Hippopotamidae, trong đó bao gồm các loài hà mã hiện đại). Các tổ tiên của Archaeoceti có lẽ đã rẽ nhánh ra khỏi Artiodactyla vào khoảng thời gian diễn ra sự kiện tuyệt chủng kỷ Creta–phân đại Đệ Tam. Phần lớn các dạng cá voi cổ có các chi sau, gợi ý rằng chúng là động vật hoàn toàn sống trên đất liền. Khi thế Eocen trôi đi thì Archaeoceti ngày càng trở nên ít thích hợp với cuộc sống trên mặt đất và trở nên thích hợp hơn với cuộc sống thủy sinh. Trước khi thế Eocen kết thúc, từ một nhóm cá voi cổ, có lẽ thuộc chi Dorudon của họ Basilosauridae, đã phát sinh ra cá voi hiện đại. Archaeoceti chịu tổn thất nặng nề (về số lượng chi) trong thời kỳ sự kiện tuyệt chủng thế Eocen-thế Oligocen, nhưng một số ít loài có thể còn sống sót trong thế Oligocen. Dạng cá voi cổ cuối cùng, có lẽ cũng thuộc họ Basilosauridae, bị tuyệt chủng trong thế Oligocen. Chúng có thể bị tuyệt chủng (hay "giả tuyệt chủng" nếu tính tới các hậu duệ là cá voi hiện đại) do sự kết hợp của 2 yếu tố: cạnh tranh và thay đổi khí hậu.

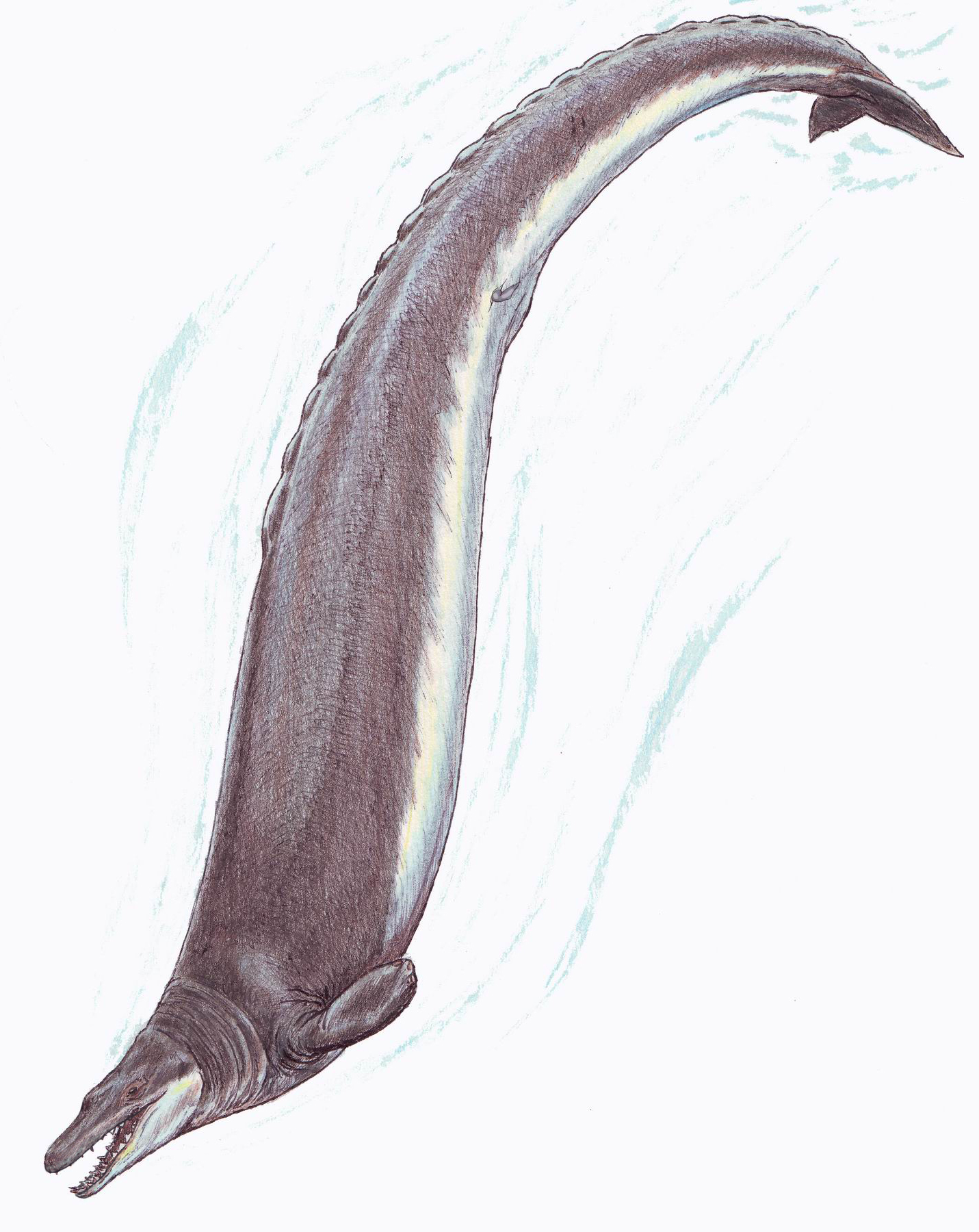
Basilosaurus thích nghi hơn với cuộc sống thủy sinh.

## Phân loại

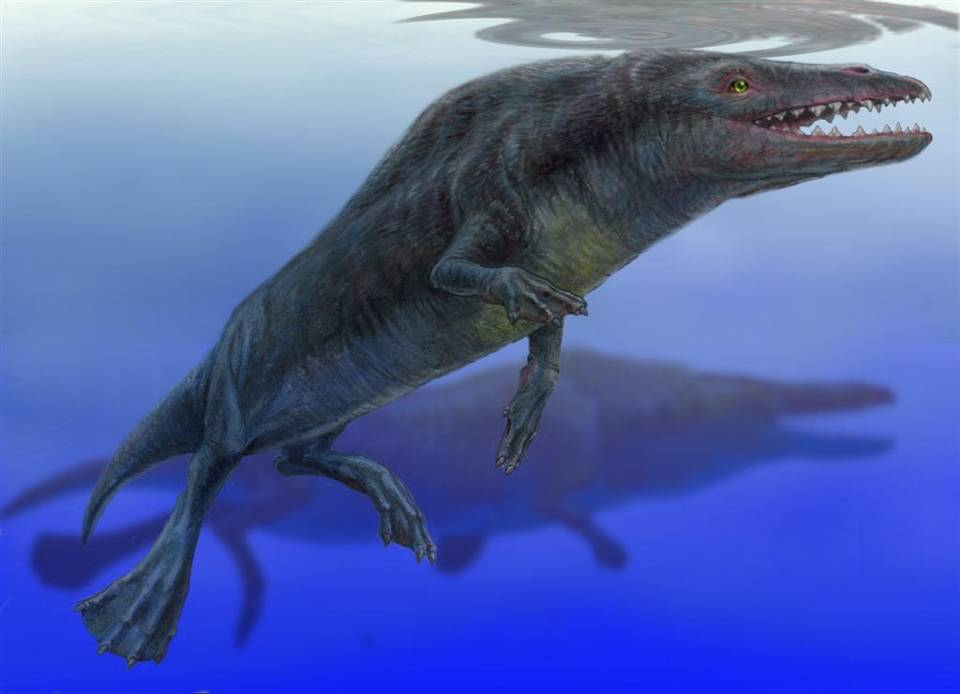
Rodhocetus (Protocetidae)

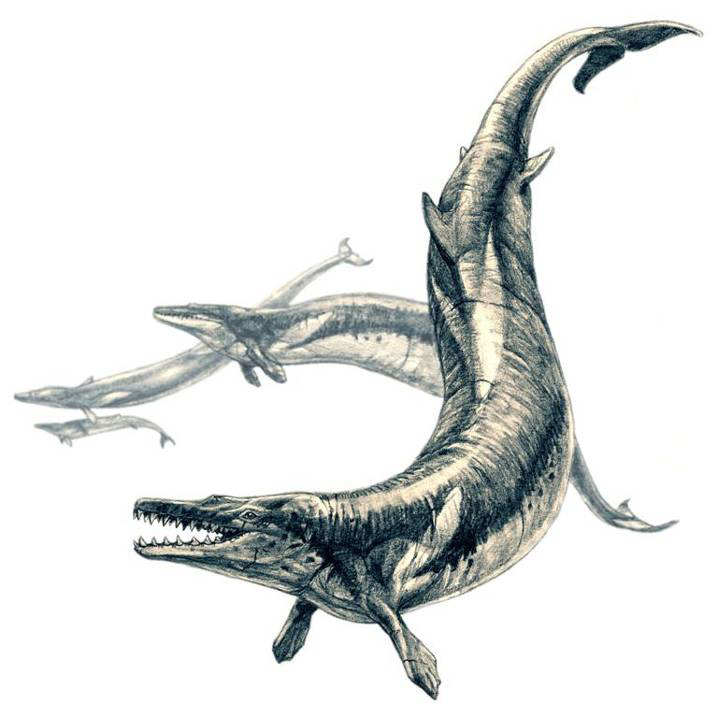
Basilosaurus (Basilosauridae)

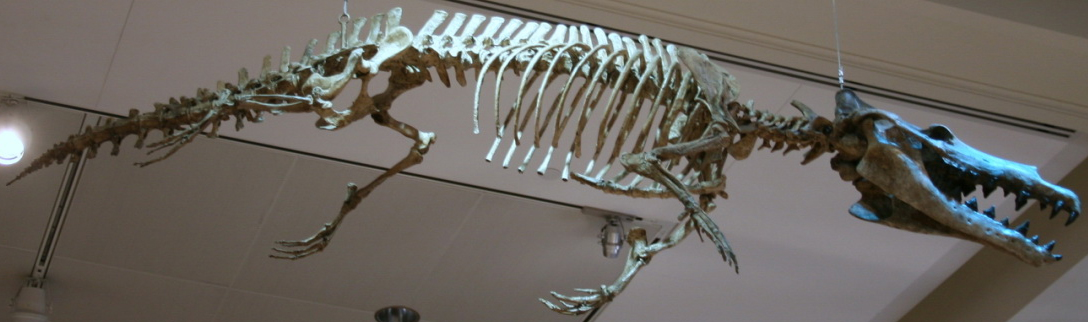
Maiacetus

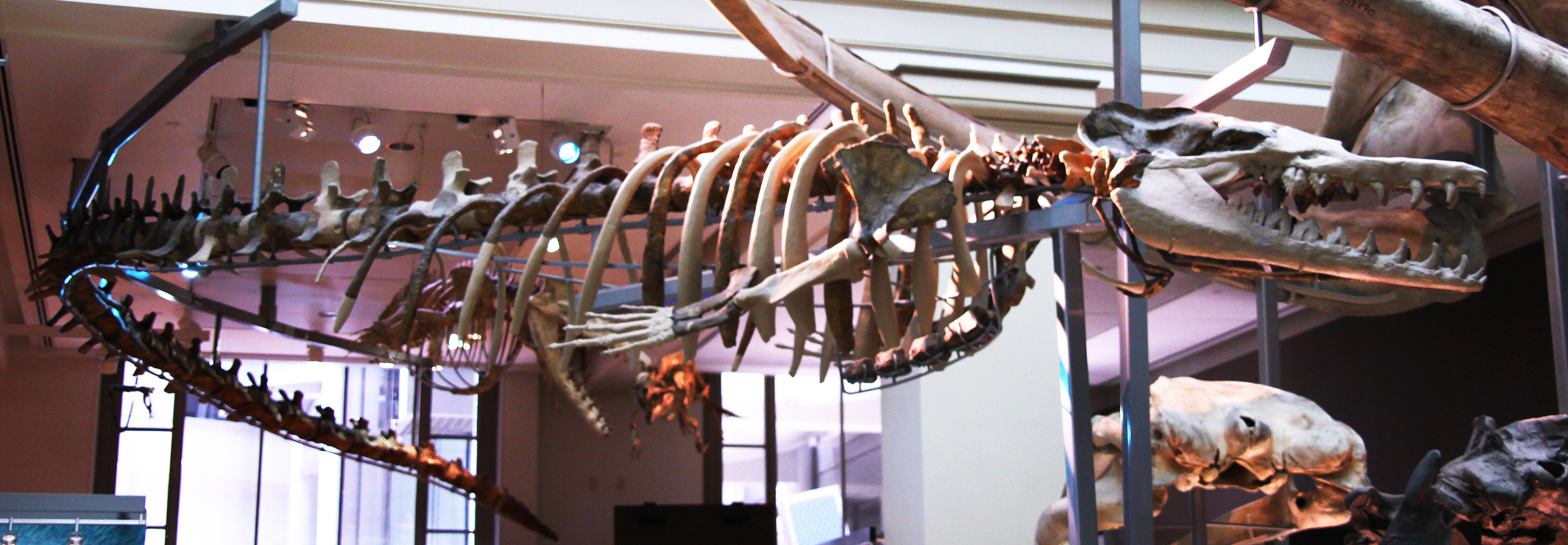
Basilosaurus

Archaeoceti gồm năm họ được công nhận: Sự hiện diện Kekenodontidae vẫn chưa được giải quyết, và có để được đặt trong cả Archaeoceti hay Mysticeti, hoặc thậm chí Delphinoidea.
Cetacea
Archaeoceti
Pakicetidae (Thewissen, Madar & Hussain 1996)
Pakicetus (Gingerich & Russell 1981)
Nalacetus (Thewissen & Hussain 1998)
Ichthyolestes (Dehm & Oettingen-Spielberg 1958)
Ambulocetidae (Thewissen, Madar & Hussain 1996)
Ambulocetus (Thewissen, Madar & Hussain 1996)
Gandakasia (Dehm & Oettingen-Spielberg 1958)
Himalayacetus (Bajpai & Gingerich 1998)
Remingtonocetidae (Kumar & Sahni 1986)
Andrewsiphius (Sahni & Mishra 1975)
Attockicetus (Thewissen & Hussain 2000)
Dalanistes (Gingerich, Arif & Clyde 1995)
Kutchicetus (Bajpai & Thewissen 2000)
Remingtonocetus (Kumar & Sahni 1986)
Protocetidae (Stromer 1908)
Georgiacetinae (Gingerich và đồng nghiệp 2005)
Babiacetus (Trivedy & Satsangi 1984)
Carolinacetus (Geisler, Sanders & Luo 2005)
Eocetus (Fraas 1904)
Georgiacetus (Hulbert, Jr và đồng nghiệp 1998)
Natchitochia (Uhen 1998)
Pappocetus (Andrews 1920)
Makaracetinae (Gingerich và đồng nghiệp 2005)
Makaracetus (Gingerich và đồng nghiệp 2005)
Protocetinae (Gingerich và đồng nghiệp 2005)
Aegyptocetus (Bianucci & Gingerich 2011)
Artiocetus (Gingerich và đồng nghiệp 2001)
Crenatocetus (McLeod & Barnes 2008)
Gaviacetus (Gingerich, Arif & Clyde 1995)
Indocetus (Sahni & Mishra 1975)
Maiacetus (Gingerich và đồng nghiệp 2009)
Protocetus (Fraas 1904)
Qaisracetus (Gingerich và đồng nghiệp 2001)
Rodhocetus (Gingerich và đồng nghiệp 1994)
Takracetus (Gingerich, Arif & Clyde 1995)
Togocetus (Gingerich & Cappetta 2014)
Basilosauridae
Basilotritus (Goldin & Zvonok 2013)
Basilosaurus (Harlan 1834)
Basiloterus (Gingerich và đồng nghiệp 1997)
Ancalecetus (Gingerich & Uhen 1996)
Chrysocetus (Uhen & Gingerich 2001)
Cynthiacetus (Uhen 2005)
Dorudon (Gibbes 1845)
Masracetus (Gingerich 2007)
Ocucajea (Uhen và đồng nghiệp 2011)
Saghacetus (Gingerich 1992)
Stromerius (Gingerich 2007)
Supayacetus (Uhen và đồng nghiệp 2011)
Zygorhiza (True 1908)
Kekenodontidae
Kekenodon (Hector 1881)
Phococetus (Gervais 1876)

## Phát sinh loài
```
Cetartiodactyla

|--
Cetacea

| |--
Pakicetidae
 
| `--+--
Ambulocetidae
 
| `--+--
Remingtonocetidae
 
| `--
Protocetidae

| |--
Georgiacetus

| `--
Basilosauridae

| |--
Basilosaurus

| `--+--
Dorudon
 
| `--
Autoceta

| |--
Odontoceti
 
| | |--
Squalodontoidea
 
| | | |--
Squalodontidae
 
| | | `--
Rhabdosteidae

| | `--
Physeteroidea
 
| `--
Mysticeti
 
`--
Artiodactyla
```